# 堀川小百合
堀川 小百合（ほりかわ　さゆり、1963年2月19日、大分県出身）は、車いすバスケットボールのパラリンピック銅メダリスト。20年以上に渡り日本代表として活躍。現在は、日本車椅子バスケットボール連盟の女子車椅子バスケットボール連絡委員会、育成部長を務める。

## 来歴・人物
バレーボールに打ち込むスポーツ少女だったが、高校2年の時に交通事故に遭い、車いす生活となった。別府市のオムロン太陽（株）に入社後、社員が加入していた男子車いすバスケットボールの監督から「全日本女子チームに入れば世界遠征で海外へ行ける」と言われたことがきっかけで練習を開始。毎日古タイヤを引っ張って車いすで走り、19歳で車いすバスケ女子の日本代表に選出された。また車いすマラソンにも取り組み、1981年、日本人女性として初めて車いすでハーフマラソンを完走した3人の1人となった。25歳で結婚、2児の母である。現在は、自身の経験を生かした講演活動を積極的に行っている。

## 車いすバスケット
ポジションはガード 、持ち点 2.0
- 1984年　ニューヨーク・ストークマンデビルパラリンピック代表（1984年のロサンゼルスオリンピック時）（銅メダル）
- 1988年　ソウルパラリンピック代表（辞退）
- 1992年　バルセロナパラリンピック代表（6位）
- 1996年　アトランタパラリンピック代表（5位）
- 2000年　シドニーパラリンピック代表　（銅メダル）

### シドニーパラリンピック
女子3位決定戦においては、若手中心のチーム編成のため控えに回り応援に徹していた。しかし残り時間が少なくなった時、長年チームを支えてきたベテラン3人（主将の塚本京子（群馬）、堀川、南川佐千子（長崎）がコーチの計らいにより選手交代で同時に投入され、コート上で試合終了のブザーを聞くことができ、抱き合って喜びを分かち合った。

## 車いすマラソン
（すべて大分国際車いすマラソン大会）
- 1981年　ハーフ（日本人3位）日本人女性として初めてハーフマラソンを完走した3人のうちの1人。
- 1982年　ハーフ（日本人3位）
- 1983年　ハーフ（日本人3位）
- 1984年　ハーフ（日本人2位）
- 1985年　フル　リタイア
- 1986年　3時間06分14秒　女子5位　日本人2位
- 1987年　フル　リタイア
- 1990年　ハーフ完走
- 1991年　ハーフ完走
- 1992年　ハーフ完走
- 1994年　ハーフ完走
- 1997年　ハーフ完走

## その他
2004年公開の車いすバスケ映画「ウイニング・パス」（松山ケンイチ主演）が大分県別府市の社会福祉施設「太陽の家」で撮影された際、アシスタントコーチとしてエキストラ出演している。